# Mistrovství Evropy juniorů v atletice 1973
2. Mistrovství Evropy juniorů v atletice – sportovní závod organizovaný EAA se konal v západoněmeckém Duisburgu. Závod se konal 24. srpna– 26. srpna 1973.

## Výsledky

### Muži
| Soutěž            | Zlato                                                                      | Výkon      | Stříbro                                                                    | Výkon      | Bronz                                                                                   | Výkon      |
| 100 m             | Klaus-Dieter Kurrat                                                        | 10,42      | Petyr Petrow                                                               | 10,49      | Jerzy Wieczorek                                                                         | 10,59      |
| 200 m             | Klaus-Dieter Kurrat                                                        | 21,01      | Petyr Petrow                                                               | 21,12      | Jerzy Wieczorek                                                                         | 21,20      |
| 400 m             | Fons Brijdenbach                                                           | 45,86      | Jürgen Utikal                                                              | 46,73      | Dietmar Krug                                                                            | 46,81      |
| 800 m             | Steve Ovett                                                                | 1:47,53    | Willi Wülbeck                                                              | 1:47,57    | Erwin Gohlke                                                                            | 1:47,83    |
| 1 500 m           | Gheorghe Ghipu                                                             | 3:45,78    | Nicolae Inescu                                                             | 3:46,07    | Bernhard Vifian                                                                         | 3:46,70    |
| 3 000 m           | Hans-Jürgen Orthmann                                                       | 8:03,4     | Klaus-Peter Weippert                                                       | 8:03,6     | Ulo Krisa                                                                               | 8:04,6     |
| 5 000 m           | Fernando Cerrada                                                           | 14:01,8    | Enn Sellik                                                                 | 14:11,8    | Nikołaj Radostew                                                                        | 14:16,0    |
| 2 000 m překážek  | Frank Baumgartl                                                            | 5:28,14    | Władimir Kanew                                                             | 5:28,36    | Magnus Tellander                                                                        | 5:32,66    |
| 110 m překážek    | Wiaczesław Najdenko                                                        | 14,42      | Volker Warbende                                                            | 14,43      | Gus McKenzie                                                                            | 14,46      |
| 400 m překážek    | Jerzy Pietrzyk                                                             | 50,07      | Fiodor Ekelmann                                                            | 50,88      | Władimir Nagajnik                                                                       | 51,10      |
| Štafeta 4 × 100 m | NDR Hans-Jürgen Gerhardt Jürgen Hellmann Klaus-Dieter Kurrat Andreas Kühne | 40,03      | Francie Serge Dalbon Philippe Lemaitre Gilles Douezi Alain Gracieux        | 40,26      | Západní Německo Karlheinz Weisenseel Klaus-Günther Lemke Rüdiger Harksen Helmut Leibner | 40,66      |
| Štafeta 4 × 400 m | NDR Udo Gehrmann Erwin Gohlke Jürgen Utikal Dietmar Krug                   | 3:06,77    | Polsko Zdzisław Sobieraj Janusz Wysocki Krzysztof Kołodziej Jerzy Pietrzyk | 3:07,09    | Spojené království Christopher van Rees Bob Benn Roger Jenkins Glen Cohen               | 3:07,2     |
| Chůze na 10 000 m | Hartwig Gauder                                                             | 44:13,6    | Jewgienij Semerdziew                                                       | 44:41,6    | Angelo Di Chio                                                                          | 45:31,6    |
| Skok do výšky     | Franck Bonnet                                                              | 2,14 m     | Siergiej Senjukow                                                          | 2,14 m     | Giordano Ferrari                                                                        | 2,12 m     |
| Skok o tyči       | Siergiej Kriwozub                                                          | 5,00 m     | Bruno Sestierr                                                             | 4,80 m     | Gianpaolo Gaspari Roger Thorstensson                                                    | 4,65 m     |
| Skok daleký       | Frank Wartenberg                                                           | 7,85 m     | Joachim Verschl                                                            | 7,59 m     | Jean-Hervé Stičvenart                                                                   | 7,54 m     |
| Trojskok          | Lothar Gora                                                                | 16,29 m    | Ramón Cid                                                                  | 16,06 m    | Jean-Hervé Stičvenart                                                                   | 15,82 m    |
| Vrh koulí         | Udo Beyer                                                                  | 19,65 m    | Wolfgang Schmidt                                                           | 18,45 m    | Mieczysław Bręczewski                                                                   | 17,42 m    |
| Hod diskem        | Wolfgang Schmidt                                                           | 58,16 m    | Kenth Gardenkrans                                                          | 56,84 m    | Nikołaj Wikhor                                                                          | 56,84 m    |
| Hod kladivem      | Jurij Sedych                                                               | 67,32 m    | Pawel Rjepin                                                               | 63,58 m    | Manfred Sens                                                                            | 62,06 m    |
| Hod oštěpem       | Gerd Elze                                                                  | 75,86 m    | Gheorghe Megelea                                                           | 74,68 m    | Bent Larsen                                                                             | 73,46 m    |
| Desetiboj         | Władimir Burjakow                                                          | 7 554 bodů | Dieter Leyckes                                                             | 7 371 bodů | Claus Marek                                                                             | 7 370 bodů |

### Ženy
| Soutěž            | Zlato                                                                   | Výkon      | Stříbro                                                                               | Výkon      | Bronz                                                                              | Výkon      |
| 100 m             | Sonia Lannaman                                                          | 11,73      | Nadine Goletto                                                                        | 11,77      | Jutta Fernys                                                                       | 11,80      |
| 200 m             | Bärbel Eckertová                                                        | 22,85      | Ildikó Szabó                                                                          | 23,62      | Elfriede Meierholz                                                                 | 23,66      |
| 400 m             | Berrine Wolfrum                                                         | 53,28      | Ann Larsson                                                                           | 53,34      | Rosine Wallez                                                                      | 53,68      |
| 800 m             | Anita Barkuskyová                                                       | 2:03,30    | Lesley Kiernan                                                                        | 2:03,66    | Nadezhda Zabozhoko                                                                 | 2:03,83    |
| 1 500 m           | Inger Knutsson                                                          | 4:07,47    | Doris Gluth                                                                           | 4:16,96    | Verronika Hansen                                                                   | 4:17,32    |
| 100 m překážek    | Bärbel Eckertová                                                        | 13,14      | Chantal Réga                                                                          | 13,38      | Gudrun Berend                                                                      | 13,43      |
| Štafeta 4 × 100 m | NDR Heidrun Nagorka Bärbel Eckertová Gudrun Berend Jutta Fernys         | 44,37      | Západní Německo Brigitte Rubner Elfriede Meierholz Dagmar Schenten Elvira Springsguth | 45,27      | Spojené království Barbara Martin Wendy Hill Donna Murray Sonia Lannaman           | 45,38      |
| Štafeta 4 × 400 m | NDR Heiderose Arbeiter Waltraud Kämpf Anita Barkuskyová Bettine Wolfrum | 3:34,35    | Spojené království Janet Ravenscroft Evelyn McMeekin Ruth Kennedy Susan Pettett       | 3:36,98    | Polsko Grażyna Siewierska Genowefa Nowaczyk Bernarda Zalewska Barbara Kwietniewska | 3:37,03    |
| Skok do výšky     | Ellen Mundinger                                                         | 1,82 m     | Ulrike Meyfarthová Annemieke Bouma                                                    | 1,80 m     | neudělena                                                                          | –          |
| Skok daleký       | Heidemarie Anders                                                       | 6,36 m     | Gunhild Hetzel                                                                        | 6,28 m     | Doina Spinu                                                                        | 6,28 m     |
| Vrh koulí         | Ilona Schoknecht                                                        | 17,05 m    | Marina Hein                                                                           | 16,97 m    | Ruska Dzhendowa                                                                    | 16,21 m    |
| Hod diskem        | Evelin Schlaak                                                          | 60,00 m    | Ilona Schoknecht                                                                      | 52,92 m    | Danuta Cymer                                                                       | 51,12 m    |
| Hod oštěpem       | Tonia Christowa                                                         | 54,84 m    | Anneliese Kopsch                                                                      | 52,94 m    | Maria Jabłońska                                                                    | 50,44 m    |
| Pětiboj           | Bärbel Müller                                                           | 4 519 bodů | Susan Mapstone                                                                        | 4 105 bodů | Ulrike Göhring                                                                     | 4 067 bodů |

## Medailové pořadí
| Umístění | Stát                       | Zlato | Stříbro | Bronz | Celkem |
| -------- | -------------------------- | ----- | ------- | ----- | ------ |
| 1.       | NDR                        | 21    | 9       | 5     | 35     |
| 2.       | Sovětský svaz              | 4     | 3       | 5     | 12     |
| 3.       | Západní Německo            | 2     | 7       | 4     | 13     |
| 4.       | Spojené království         | 2     | 2       | 3     | 7      |
| 5.       | Francie                    | 1     | 4       | 2     | 7      |
| 6.       | Bulharská lidová republika | 1     | 4       | 1     | 6      |
| 7.       | Švédsko                    | 1     | 2       | 2     | 5      |
| 8.       | Rumunská lidová republika  | 1     | 2       | 1     | 4      |
| 9.       | Polsko                     | 1     | 1       | 6     | 8      |
| 10.      | Španělsko                  | 1     | 1       | 0     | 2      |
| 11.      | Belgie                     | 1     | 0       | 1     | 2      |
| 12.      | Nizozemsko                 | 0     | 1       | 0     | 1      |
| 12.      | Maďarská lidová republika  | 0     | 1       | 0     | 1      |
| 14.      | Itálie                     | 0     | 0       | 3     | 3      |
| 15.      | Dánsko                     | 0     | 0       | 1     | 1      |
| 15.      | Švýcarsko                  | 0     | 0       | 1     | 1      |
| Celkem   | Celkem                     | 36    | 37      | 35    | 108    |